# Jan Koželuh
Jan Koželuh (29. ledna 1904 Bubeneč – 4. června 1979 Florida, USA) byl československý tenista, aktivně hrající ve 20. letech 20. století, mladší bratr slavnějšího tenisty a hokejisty Karla Koželuha.

## Osobní život

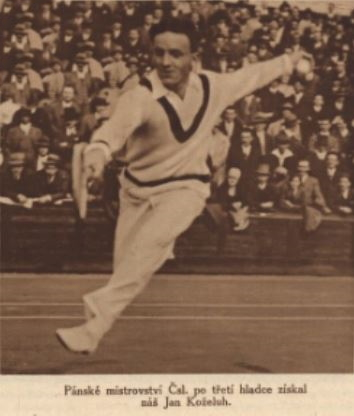
Jan Koželuh, mistr ČSR 1927

Narodil se Josefovi a Marii Koželuhovým jako nejmladší z devíti dětí, sedmi bratrů a dvou sester. Aktivními sportovci se stalo šest bratrů a jedna sestra. Všichni vyrostli na tenisových dvorcích LTC Praha, kde byl Josef Koželuh správcem a kde si bratři přivydělávali jako sběrači míčků. Během celé tenisové kariéry zůstal amatérem. Měl krásný tenisový styl, o němž „francouzský mušketýr“ Henri Cochet pronesl, že jím předběhl dobu o 20 let.
V letech 1925-1928 se stal čtyřnásobným mistrem ČSR ve dvouhře a čtyřhře, třikrát zvítězil ve smíšené čtyřhře. V období 1924-1930 reprezentoval zemi v Davisově poháru, v němž odehrál celkem 46 utkání, z toho 27 dvouher a 19 čtyřher. Mezi nejslavnější zápasy patří střetnutí s Francií na Štvanici v roce 1927, kde podlehl až v pěti setech René Lacostemu. V sezóně 1926 a 1927 se probojoval do čtvrtfinále dvouhry ve Wimbledonu.
Často používal halfvolejovou a volejovou hru ze středu dvorce. Vyznačoval se výbornou technikou. Byl známý velmi měkkým výpletem rakety. V roce 1927 figuroval na 10. místě světového žebříčku, v Evropě pak na 6. pozici. Tenisovou dráhu ukončil již ve 26 letech, poté žil na Floridě, kde se věnoval trénování tenistů.